# Krupa (Słowenia)
Krupa – wieś w Słowenii, w gminie Semič. W 2018 roku liczyła 47 mieszkańców.